# Hārūn ar-Raschīd

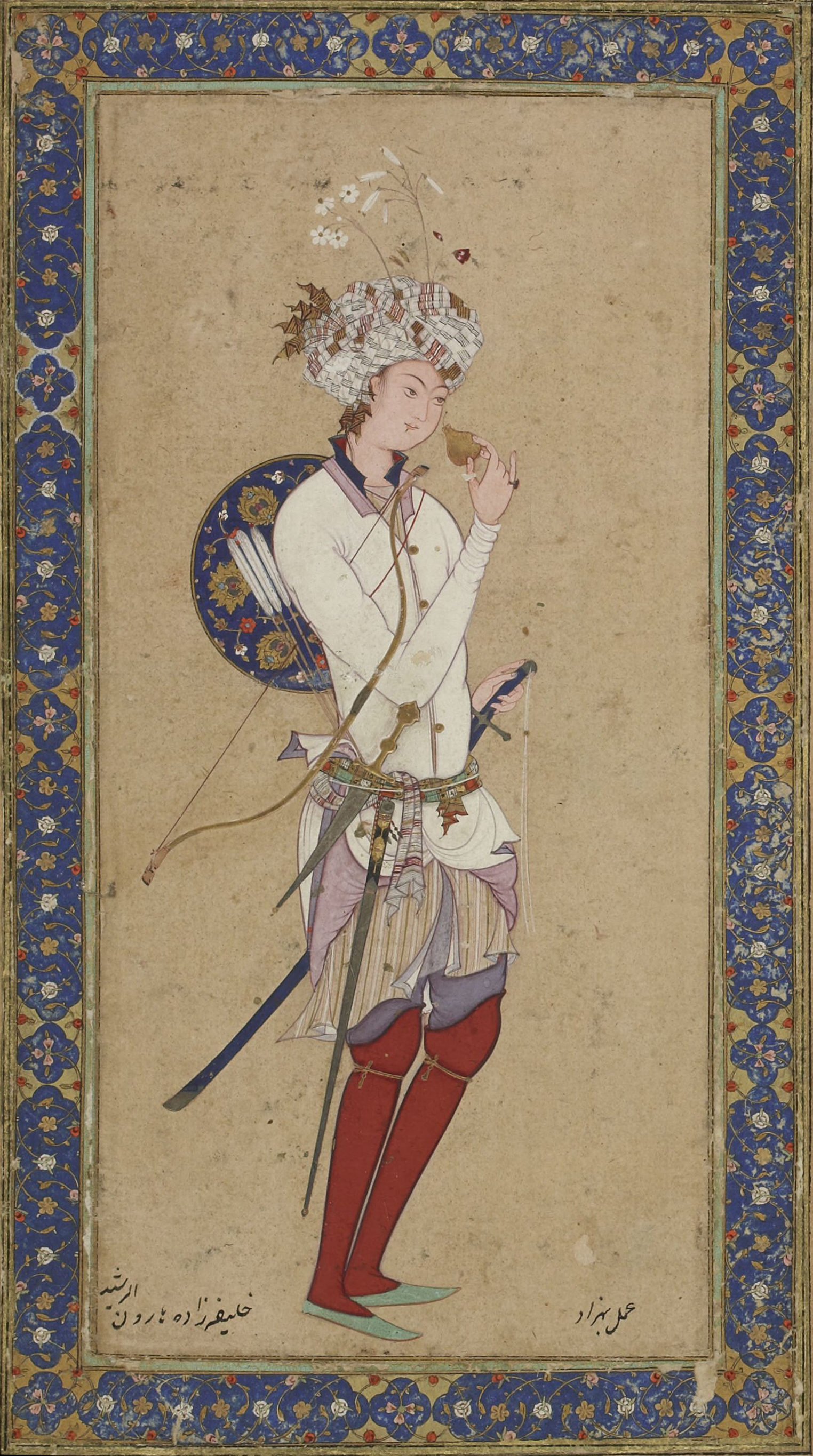
Hārūn ar-Raschīd, Miniatur in Tausendundeine Nacht.

Harun ar-Raschid (arabisch هارون الرشيد Hārūn ar-Raschīd, DMG Hārūn ar-Rašīd; geboren wahrscheinlich um 766 in Rey; gestorben 809 in Tūs, begraben in Maschhad) war als Sohn von al-Mahdi von 786 bis 809 der fünfte Kalif aus dem Geschlecht der Abbasiden.

## Leben
Harun ar-Raschid war der Sohn von al-Mahdi und verbrachte seine Kindheit fernab der Hauptstadt Bagdad in der persischen Stadt Rey, wo er unter der Obhut des Barmakiden Yahyā ibn Chālid aufwuchs. An die Macht gelangte er 786, nach dem Tod seines Bruders.
Zu seiner Zeit stand das Kalifat politisch, wirtschaftlich und kulturell auf dem Höhepunkt. Die politische Stabilität wurde vor allem durch Yahyā ibn Chālid und seine Söhne al-Fadl und Dschaʿfar gesichert, die ihm als Wesire dienten. Nach China (798 Haruns Gesandtschaft in Chang’an), Indien und Europa reichende Handelsbeziehungen kennzeichneten diese Zeit. Der Islam breitete sich innerhalb des damaligen Reiches aus.
Nachdem ar-Raschid schon als Prinz an erfolgreichen Feldzügen gegen Byzanz teilgenommen hatte, wurde das byzantinische Anatolien nach seiner Regierungsübernahme verwüstet, Zypern erobert (805), und von der byzantinischen Kaiserin Irene wurden hohe Tribute erzwungen.
Nach einem Sieg gegen die byzantinische Stadt Herakleia (heute Ereğli) ließ er nahe seiner damaligen Hauptstadt ar-Raqqa das Siegesmonument Heraqla errichten. Trotz dieser Erfolge machten sich in den Randgebieten erste Auflösungstendenzen bemerkbar. So musste die faktische Unabhängigkeit der Rustamiden in Algerien (787) und der Aghlabiden in Ifrīqiya (800) anerkannt werden.
Die Grenze Syriens zum Byzantinischen Reich sicherte ar-Raschīd durch eine Anzahl von Festungen, die als al-ʿAwāsim („die Sicherheit Gewährenden“) bezeichnet wurden, weil die Muslime in ihnen Deckung und Unterschlupf finden sollten, wenn sie von Kriegszügen heimkehrten oder die Grenze in das Feindesland überschritten. Zur Hauptstadt der ʿAwāsim machte er Manbidsch; andere relevante Orte waren Dulūk, Raʿbān, Qūrus, Antiochia und Tīzīn.
Ähnlich wie vor ihm schon Umar Ibn Abd al-Aziz ordnete ar-Raschid 807 an, dass alle Juden und Christen Kennzeichen an der Kleidung zu tragen hätten. Der Christ Gabriel ibn Bochtischu war sein Leibarzt.
Harun ar-Raschid starb 809 im iranischen Tus während eines Feldzugs gegen die Charidschiten in Sistan. Schon 802 hatte er das Reich zwischen seinen Söhnen al-Amin und al-Ma'mun geteilt. Diese Thronfolgeregelung führte zu einer schweren Staatskrise.

## Beziehungen zu Karl dem Großen

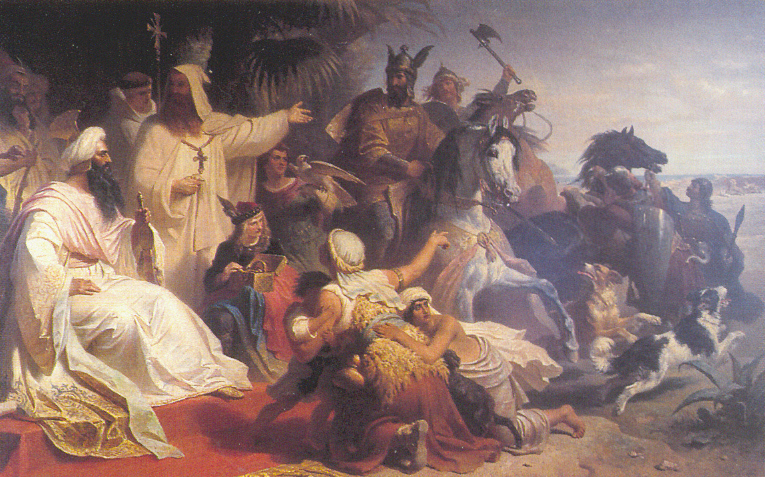
ar-Raschid empfängt eine Gesandtschaft von Karl dem Großen an seinem Hof in Bagdad. Ölgemälde von Julius Köckert (1864)

798 empfing Harun eine Gesandtschaft Karls des Großen und schenkte dem Frankenherrscher einen indischen Elefanten namens Abul Abbas sowie eine kunstvolle Wasseruhr mit Stundenschlag und Automatenwerk. Harun und Karl trafen sich nie persönlich, unterhielten aber diplomatische Beziehungen, die wohl auf ältere fränkisch-arabische Kontakte zurückgehen, wenngleich davon nur in fränkischen Quellen berichtet wird. 801 empfing Karl der Große in Italien eine Gesandtschaft Haruns.
Es sind keine Quellen über den Auftrag der Delegationen erhalten. Es ist jedoch naheliegend, dass aus gemeinsamen Interessen der beiden Großmächte des islamischen Morgen- und des christlichen Abendlands abgestimmte gemeinsame Aktionen werden sollten. Hārūn ar-Raschīd und Karl der Große hatten durchaus gemeinsame Gegner: Im Westen den Umayyadenstaat auf der Iberischen Halbinsel, der den Heiligen Krieg gegen das Frankenreich führte und der gleichzeitig den äußersten Westen der islamischen Welt der Kontrolle des Kalifen in Bagdad entzog. Im Osten bzw. in Italien war Byzanz ein potentieller Gegner für den fränkischen Kaiser ebenso wie für den abbasidischen Kalifen. Damit entstand eine Konstellation, die sich in den folgenden Jahrhunderten immer wieder bilden sollte: Allianzen muslimischer und christlicher Mächte wurden geschlossen oder zumindest angestrebt zur Erreichung begrenzter Ziele – den prinzipiellen dauerhaften christlich-muslimischen Gegensatz hoben sie keineswegs auf.

## Rezeption
Harun ar-Raschid wird in der Nationalhymne Syriens erwähnt. Unter heutigen Muslimen, vor allem persischer Herkunft, ist er wegen seiner Brutalität und seines Lebenswandels umstritten, während er im Westen meist als märchenhafte Gestalt wahrgenommen wird und in vielen Geschichten der Sammlung Tausendundeine Nacht eine wichtige Rolle spielt. Sein Grab in Maschhad ist – im Unterschied zu dem auf dem gleichen Friedhof befindlichen seines Großwesirs, der von al-Mamun vergiftet worden sein soll – nicht sonderlich gepflegt.

## Familie, Nachkommen und Konkubinen
Nach dem bedeutenden Abbasiden-Historiker Abû Dscha'far at-Tabari (839–923) hatte Harun al-Raschid insgesamt fünf Ehefrauen und mit seiner Hauptfrau Zubaida bint Dschaʿfar und 21 Konkubinen insgesamt 12 Söhne und 15 Töchter.

### Nachkommen

#### Söhne
- Al-Amin – sechster Abbasiden-Kalif (787–813; reg. 809–813), Sohn der Ehefrau Zubaida bint Dschaʿfar.[8]
- Al-Ma'mun – siebter Abbasiden-Kalif (786–833; reg. 813–833), Sohn der Konkubine Marādschil.[8]
- Abu al-Abbas Muhammad – Sohn der Konkubine Chutbh.[8]
- Abu Ahmad Muhammad – Sohn der Konkubine Kitman.[8]
- Abu Ali Muhammad – Sohn der Konkubine Duwadsch.[8]
- Abu ʿIsa Muhammad – Sohn der Konkubine Irabah.[8]
- Abu Ismail, Sohn der Konkubine Marida[9]
- Abu Sulayman Muhammad, Sohn der Konkubine Rawa.[8]
- Abu Ya'qub Muhammad ibn Harun al-Raschid – Sohn der Sklavin Schadhra[8]
- Ali ibn Harun al-Rashid – Sohn der Konkubine Asmat al-Aziz.[8]
- al-Qasim al-Mu'taman – Sohn der Konkubine Qasif.[8]
- Abu Ishaq Muhammad al-Mu'tasim – Sohn der Konkubine Marida.[8]
- Salih ibn Harun al-Raschid – Sohn der Konkubine Ri'm,[8] besaß die Sängersklavin Amal.

#### Töchter
- Arwa – Tochter der Konkubine Halub.[8]
- Chadidscha – Tochter der Konkubine Sihr Schadschar.[8]
- Fatima bint Harun al-Raschid – Tochter der Konkubine Ghaḍīḍ[8]
- Hamduna bint Harun al-Raschid (Umm Muhammad) – Tochter der Konkubine Ghaḍīḍ (gest. 809).[8][10]
- Karib – Tochter der Konkubine Sihr / Schadschar.[8]
- Raytah – Tochter der Konkubine Zina.[8]
- Sukaina bint Harun al-Raschid – Tochter der Konkubine Qasif[8]
- Umm Abiha – Tochter der Konkubine Sukkar.[8]
- Umm Ali – Tochter der Konkubine Aniq.[8]
- Umm Dscha'far Ramla – Tochter Konkubine Haly.[8]
- Umm Habib – Tochter der Konkubine Marida.[8]
- Umm al-Ghaliya – Tochter der Konkubine Samandal.[8]
- Umm al-Hasan – Tochter der Konkubine Irabah.[8]
- Umm al-Qasim – Tochter der Konkubine Kh.z.q.[8]
- Umm Salama – Tochter der Konkubine Rahiq.[8]

### Ehefrauen
- al-Abbasah[11]
- Aziza bint al-Ghitrif ibn Ata[11]
- Dschuraschiyya al-Uthmaniyya[11]
- Umm Muhammad bint Salih al-Miskin[11]
- Zubaida bint Dschaʿfar (gest. 831) – Ehefrau, Enkelin des Abbasidenkalifen al-Mansūr und Cousine Harun al-Raschids, Mutter des späteren Kalifen al-Amin.[12]
- Mit Vorbehalt: Ghādir (gest. 789/790) – Sängersklavin und Konkubine seines Bruders und Vorgängers al-Hādī (766/767–786), Ehefrau von Harun al-Raschid.[13]

### Konkubinen
- Aniq – Mutter von Umm Ali.[8]
- Asmat al-Aziz – Mutter von Ali ibn Harun al-Raschid.[8]
- Chutbh – Sklavin, Mutter von Abu al-Abbas Muhammad.[8]
- Duwadsch – Sklavin, Mutter von Abu Ali Muhammad.[8]
- Ghaḍīḍ (gest. 809) – Sängersklavin, Mutter von Hamduna und Fatima.[8][10]
- Halub – Sklavin, Mutter von Arwa[8]
- Haly – Mutter von Umm Dscha'far Ramla[8]
- Haylāna (gest. 789/790) – seine erste Konkubine.[14][15]
- ʽInān al-Nāṭifīya, Sängersklavin, nach Abū l-Faradsch al-Isfahānī wurde sie al-Raschids Sklavin und wurde Mutter zweier Söhne, die im Kindsalter starben.
- Irabah – Sklavin, Mutter von Abu ʿIsa Muhammad und Umm al-Hasan.[8]
- Kitman – Mutter von Abu Ahmad Muhammad.[8]
- Kh.z.q (Name bei Tabari undeutlich) – Mutter von Umm al-Qasim.[8]
- Maradschil – persische Sklavin, Mutter des späteren Kalifen al-Ma'mun.[8]
- Marida – Sklavin, Mutter von Abu Ishaq Muhammad al-Mu'tasim und Umm Habib[8] sowie Abu Ismail und zwei unbekannte Kinder[9]
- Qaina - mutmaßliche Sklavin und Mutter eines namentlich nicht bekannten Sohnes.[16]
- Qasif – Sklavin, Mutter von al-Qasim al-Mu'taman, Sukainah.[8]
- Rahiq – Mutter von Umm Salama.[8]
- Rawa – Sklavin, Mutter von Abu Sulayman Muhammad[8]
- Ri'm – Sklavin, Mutter von Salih ibn Harun al-Raschid[8]
- Samandal – Mutter von Umm al-Ghaliya.[8]
- Sihr / Schadschar – Mutter von Karib und Chadidschah.[8]
- Schadrha – Mutter von Abu Ya'qub Muhammad ibn Harun al-Raschid[8]
- Sukkar – Mutter von Umm Abiha.[8]
- Zina – Mutter von Raytah.[8]